# Jeanne d'Arc (film, 1999)
Pour les articles homonymes, voir Jeanne d'Arc (homonymie).
Pour plus de détails, voir Fiche technique et Distribution.
Jeanne d'Arc ou La Messagère : L'Histoire de Jeanne d'Arc au Québec est un film historique franco-tchèque écrit et réalisé par Luc Besson, sorti en 1999. 

## Synopsis
La jeune Jeanne d'Arc est une enfant pieuse, dévote, aimée et heureuse dans le petit village de Domrémy du duché de Lorraine jusqu'à ce qu'un détachement de soldats anglais pille, massacre et brûle le village et les villageois. La sœur adorée de Jeanne la cache dans un placard et lui fait un rempart de son corps. Jeanne est alors le témoin horrifié, tétanisé, impuissant et traumatisé à vie du massacre de cette sœur qu'elle adore, éventrée d'un coup d'épée puis violée contre la porte du placard par un soldat anglais aviné sous le regard de ses complices attablés. Un dégoût viscéral des Anglais s'installe alors dans son âme. Elle peine à donner un sens et à faire la part des choses entre cette épreuve traumatisante, son imagination fertile, sa conscience, ses discours intérieurs, ses pulsions de vengeance, son amour de Dieu et des hommes, les messages de la Bible et ses visions. Tout la convainc que Dieu la charge de chasser les Anglais hors de France et de faire sacrer le dauphin Charles VII roi de France en la cathédrale de Reims.
Sa détermination communicative suffit à galvaniser les armées et les seigneurs vassaux du roi de France et à bouter les Anglais hors de France. La maison capétienne de Valois profite de la notoriété de Jeanne d'Arc pour légitimer de façon divine le sacre du dauphin Charles VII, unifier la France et se débarrasser des Anglais, avant d'abandonner cette héroïne devenue embarrassante. Elle est laissée aux Bourguignons qui la jugent hérétique puis la vendent aux Anglais.
Commence alors le procès. Jeanne d’Arc est seule et doute de certains épisodes de sa vie : sont-ils des coïncidences hasardeuses qu'elle a confondues avec des signes de Dieu ? Les Anglais la brûlent vive le 30 mai 1431 en la place publique du Vieux-Marché à Rouen.

## Fiche technique
Sauf indication contraire, les informations mentionnées dans cette section peuvent être confirmées par la base de données cinématographiques IMDb,  présente dans la section « Liens externes ».
- Titre original anglais : Joan of Arc ou The Messenger: The Story of Joan of Arc (États-Unis)
- Titre français : Jeanne d'Arc
- Titre québécois : La Messagère : L'Histoire de Jeanne d'Arc[1]
- Titre tchèque : Johanka z Arku
- Réalisation : Luc Besson
- Scénario : Luc Besson et Andrew Birkin
- Musique : Éric Serra
- Décors : Hugues Tissandier
- Costumes : Catherine Leterrier
- Effets visuels numérique : Duboi (Paris)
- Coiffeur : Fabio Campora
- Photographie : Thierry Arbogast
- Montage : Sylvie Landra
- Son : François Groult, Bruno Tarrière et Vincent Tulli
- Production : Patrice Ledoux
- Sociétés de production : Gaumont, EuropaCorp (sous le nom Leeloo Productions), Okko Productions
- Société de distribution : Columbia Pictures, Les Films Columbia TriStar du Canada, Columbia TriStar Home Video et Columbia TriStar International Television
- Budget : 390 000 000 de francs[2]
- Pays de production :  France et  République tchèque
- Langues originales : anglais et latin
- Genre : biopic, drame, historique et guerre
- Dates de sortie[1] :
  - États-Unis et Canada : 18 octobre 1999 (avant-première) ; 12 novembre 1999 (sortie nationale)
  - Belgique, France, Suisse romande : 27 octobre 1999
- Classification[3] :
  - États-Unis : R - Restricted
  - France : tous publics
  - Royaume-Uni : interdit aux moins de 15 ans en salles (puis aux moins de 18 ans en 2020)
  - Québec : interdit aux moins de 16 ans en salles (puis aux moins de 13 ans)

## Distribution
- Milla Jovovich (VF : Barbara Kelsch) : Jeanne d'Arc
- Dustin Hoffman (VF : Féodor Atkine) : la conscience de Jeanne d'Arc
- Faye Dunaway (VF : Martine Chevallier) : Yolande d'Aragon
- John Malkovich (VF : Aurélien Recoing) : Charles VII de France
- Tchéky Karyo (VF : lui-même) : Jean de Dunois
- Vincent Cassel (VF : lui-même) : Gilles de Rais
- Pascal Greggory (VF : lui-même) : le duc d'Alençon
- Desmond Harrington (VF : Rémi Bichet) : Jean d'Aulon
- Richard Ridings (VF : Étienne Chicot) : La Hire
- Tara Römer (VF : lui-même) : Gamaches
- Tonio Descanvelle (VF : lui-même) : Xaintrailles
- Vincent Regan (VF : Éric Herson-Macarel) :  Buck
- Toby Jones : un juge anglais
- Gérard Krawczyk : un pair de l'Église au couronnement
- Timothy West (VF : Roger Planchon) : Pierre Cauchon
- Jane Valentine (VF :Jeanne Lorach) : Jeanne, enfant
- Joanne Greenwood : Catherine
- Gina McKee : la duchesse de Bedford
- Bruce Byron (en) : le père de Jeanne
- Framboise Gommendy : la mère de Jeanne
- Christian Erickson : La Trémoille
- Michael Jenn (VF : Thibault de Montalembert) : Philippe le Bon, le duc de Bourgogne
- David Bailie : un juge anglais
- David Barber : un juge anglais
- Timothy Bateson : un juge anglais
- Dominic Borrelli : un juge anglais
- Philip Philmar : un juge anglais
- Richard Leaf : la conscience jeune
- Philippe du Janerand : Dijon
- Olivier Rabourdin : Richemont
- Andrew Birkin : John Talbot
- Paul Brooke : le prêtre de Domremy
- David Gant (en) : le duc de Bedford
- R. Causson : doublure
- Tony D'Amario : le maire de Compiègne
- Joe Sheridan : canon[4]
- Jacques Herlin : le prêtre d'Orléans
- Joseph Malerba : un garde de Beaurevoir
- Vincent Tulli : un médecin d'Orléans
- Jean-Pierre Gos : Laxart
- Mélanie Page : une fille dans le bain
- Julie-Anne Roth : une fille dans le bain

## Production

### Genèse et développement
Le projet est initialement développé par la réalisatrice Kathryn Bigelow, qui menait des recherches depuis des années et travaillait sur un scénario avec Jay Cocks. Le film avait alors pour titre Company of Angels. Luc Besson s'était associé au projet en tant que producteur exécutif et avait droit de regard quant au casting du rôle principal. C'est au terme d'un conflit à ce sujet que Besson, qui souhaitait imposer Milla Jovovich pour jouer Jeanne, reprit le projet et le scénario à son compte pour réaliser son propre film. Bigelow intenta un procès contre Besson et l'affaire se résolut à l'amiable.
Comme ses trois précédents films, Luc Besson choisit de faire de l'anglais la langue principale de son film car, selon lui, « en 1431, Paris est sous domination anglaise depuis 80 ans, les Parisiens parlaient anglais depuis trois générations, comme la moitié de la France. Quant à Jeanne, elle parle un patois lorrain. Donc, sur ce film précisément, je trouve que la bataille de la langue est une absurdité totale. Ce qui est important, c'est qu'on puisse comprendre le film et comprendre son émotion, sa force. » . Historiquement, il a pourtant tort : Paris n'a été aux mains des Bourguignons et de leurs alliés anglais que de 1420 à 1436 tandis que le français était couramment utilisé (notamment comme langue officielle) en Angleterre sous les dynasties normandes et Plantagenêt jusqu'au XIVe siècle.

### Attribution des rôles
Luc Besson retrouve Milla Jovovich, sa compagne de l'époque, qu'il avait dirigée dans son film précédent Le Cinquième Élément. Quant à Tchéky Karyo, il avait déjà tourné dans Nikita, sorti en 1990.

### Tournage
Le tournage a eu lieu entre la Dordogne, Sées dans l'Orne et la République tchèque (Bruntál, Egra et son château, Razova, Žebrák, Točník, château de Pernštejn, Kutná Hora et notamment son église Sainte-Barbe de Kutná Hora, Křivoklát),. Après la première semaine, un cascadeur tchèque mourut lors d'un accident sur le plateau, ce qui affecta grandement l'ambiance du tournage.
Le château de Beynac en Dordogne a servi, en partie, de décor pour ce film. La scène du couronnement du roi de France à la cathédrale Notre-Dame de Reims a été tournée dans la cathédrale Notre-Dame de Sées dans l'Orne. Dans l'Orne, l'équipe tourne également à La Trinité-des-Laitiers (notamment dans la propre propriété de Luc Besson), à Gacé ou encore à Cisai-Saint-Aubin.
Jan Kounen et Mathieu Kassovitz, partenaires de Luc Besson sur la société B12K, ont assisté au tournage du film et ont contribué au tournage des scènes de bataille et quelques plans à l'intérieur de la cathédrale lors du sacre.

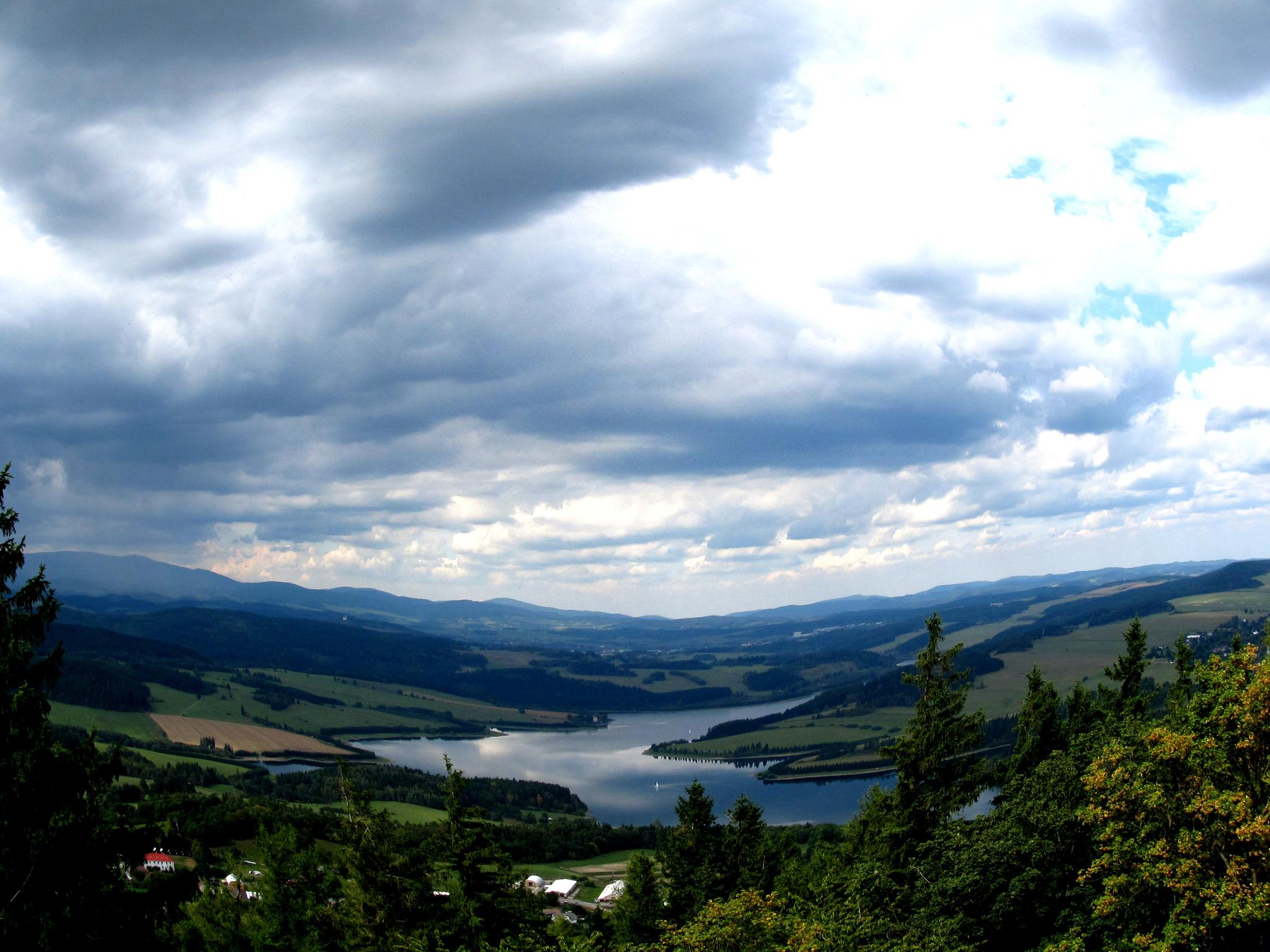
Abords du lac artificiel de Slezská Harta
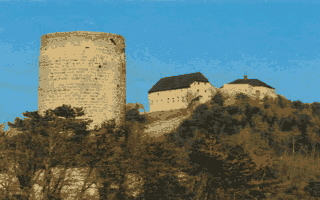
Château de Žebrák
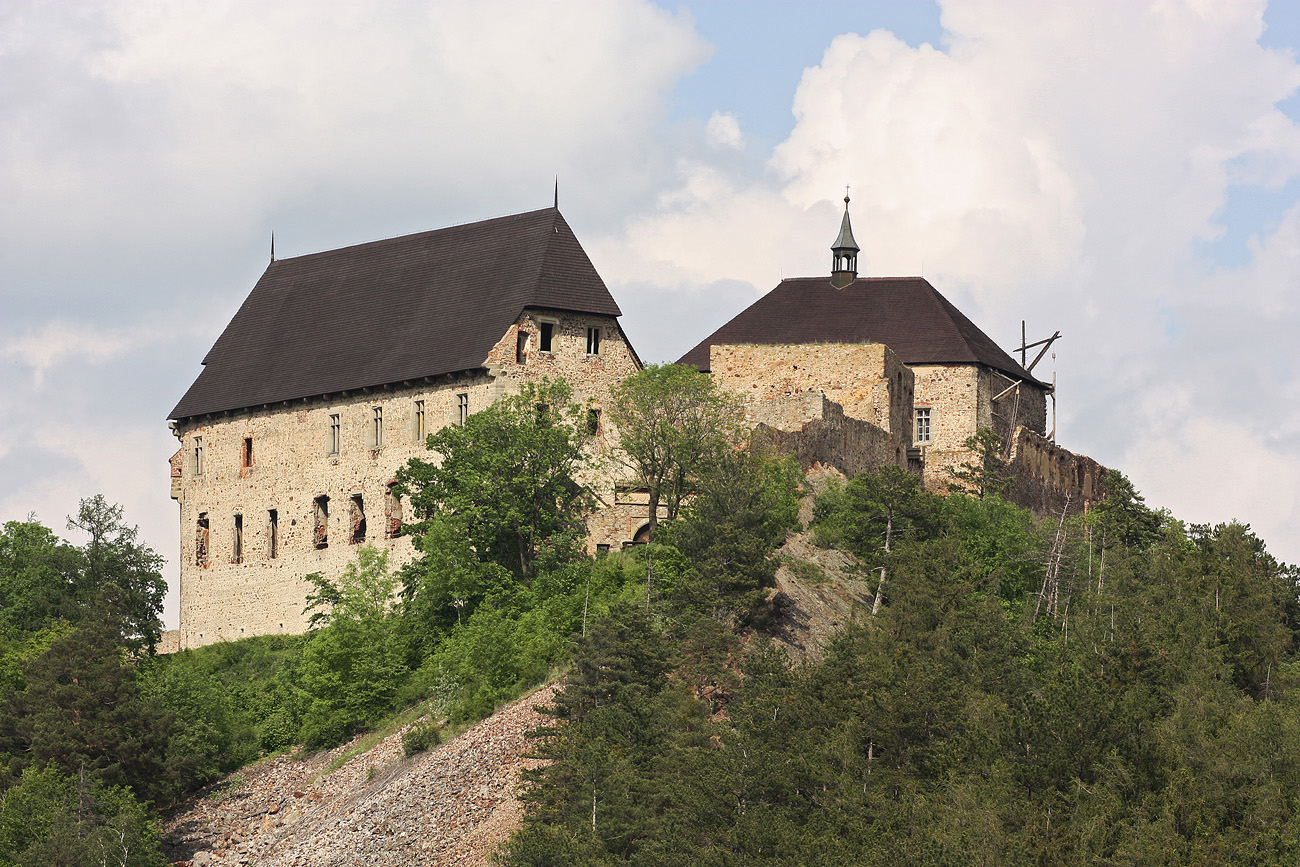
Château de Točník
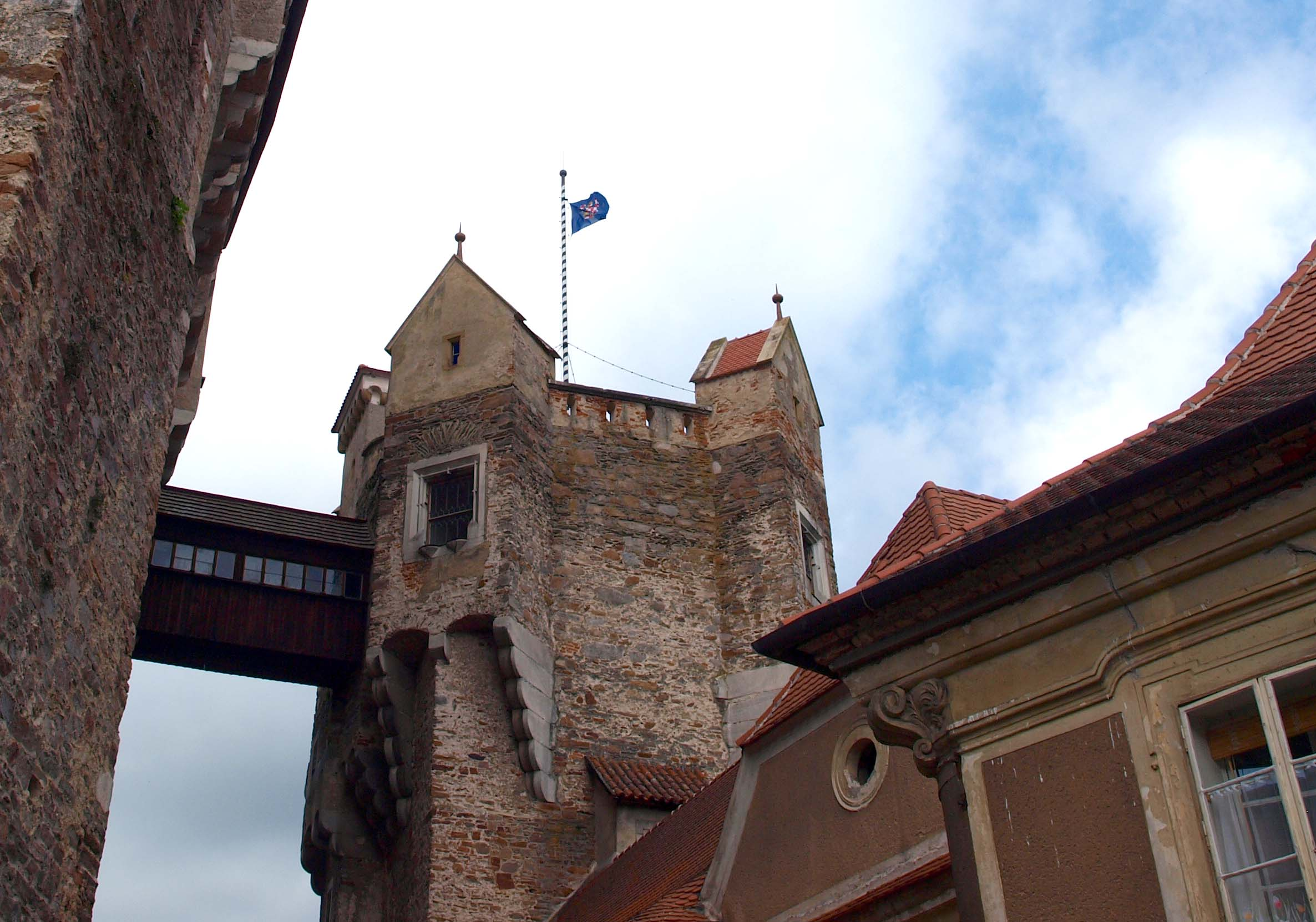
Château de Pernštejn
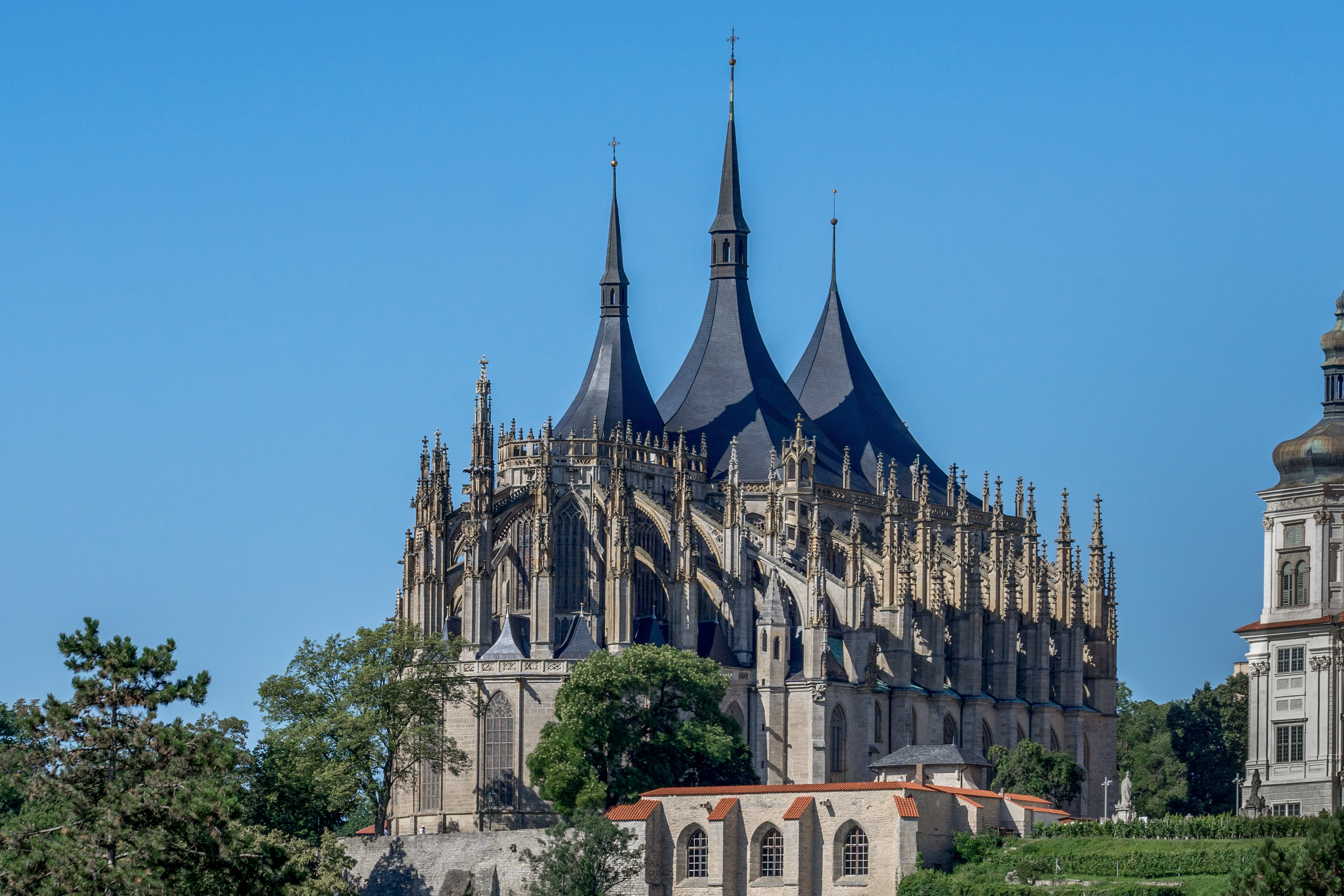
Église Sainte-Barbe de Kutná Hora
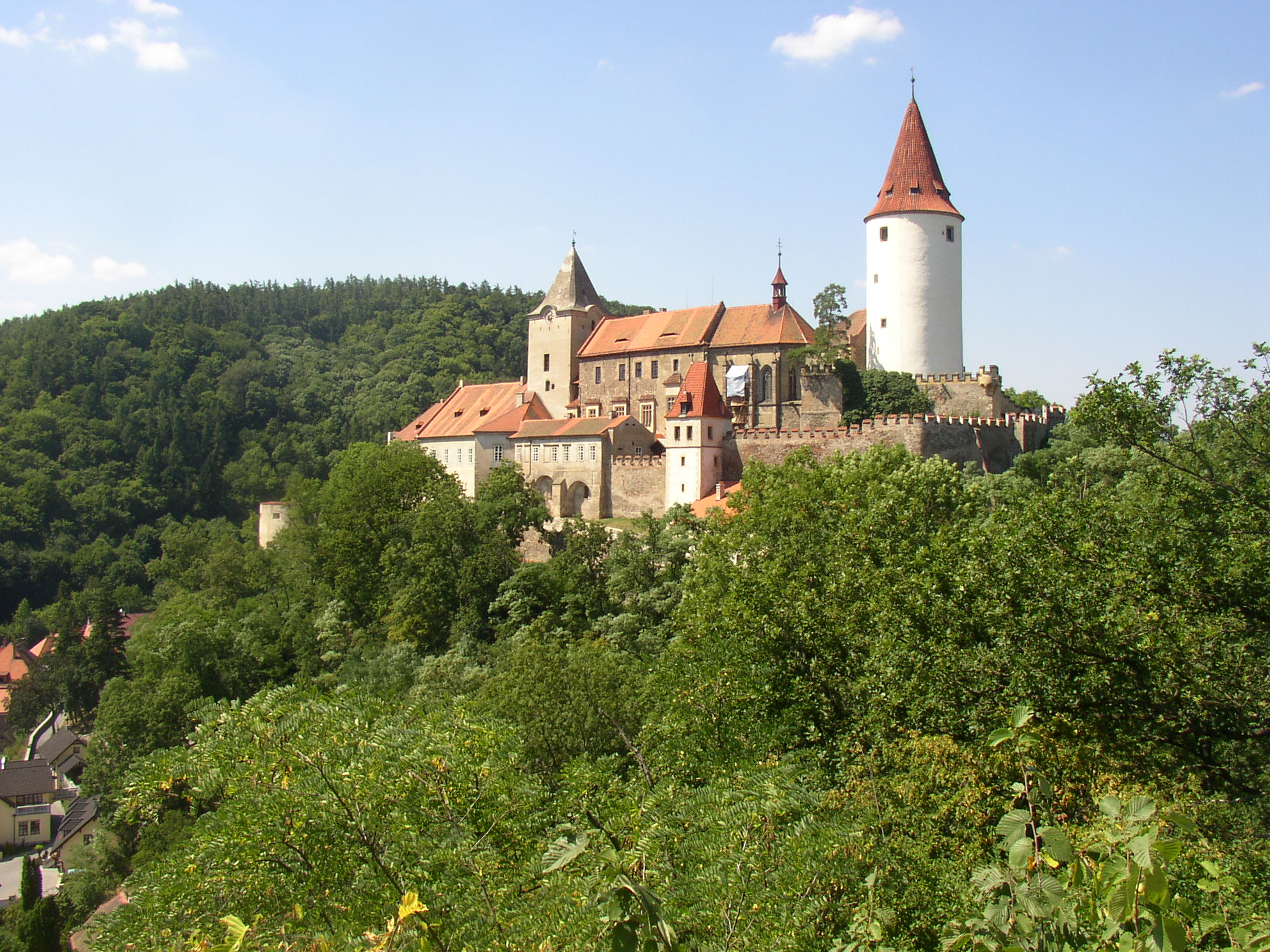
Château de Křivoklat
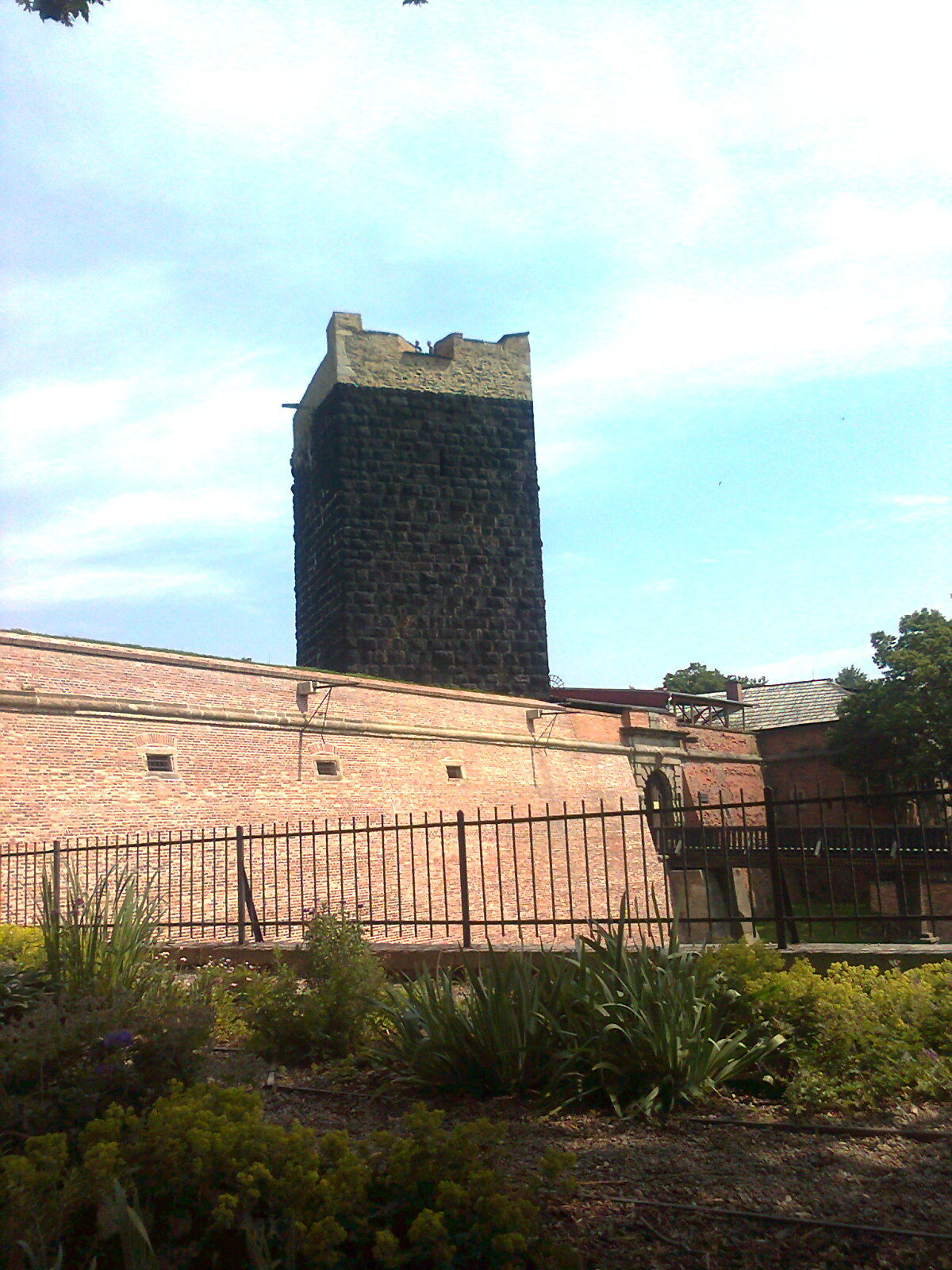
Château d'Egra
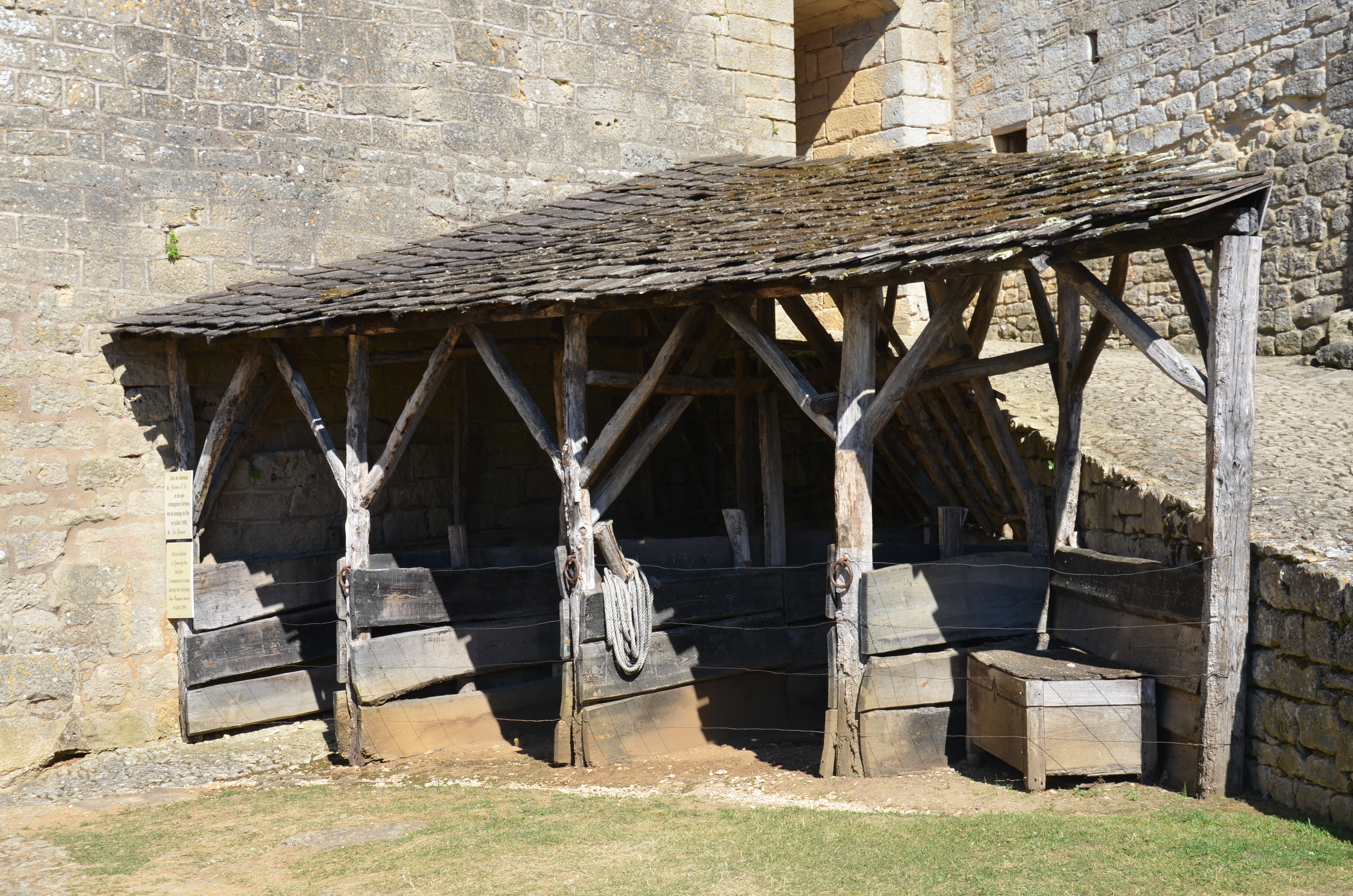
Château de Beynac
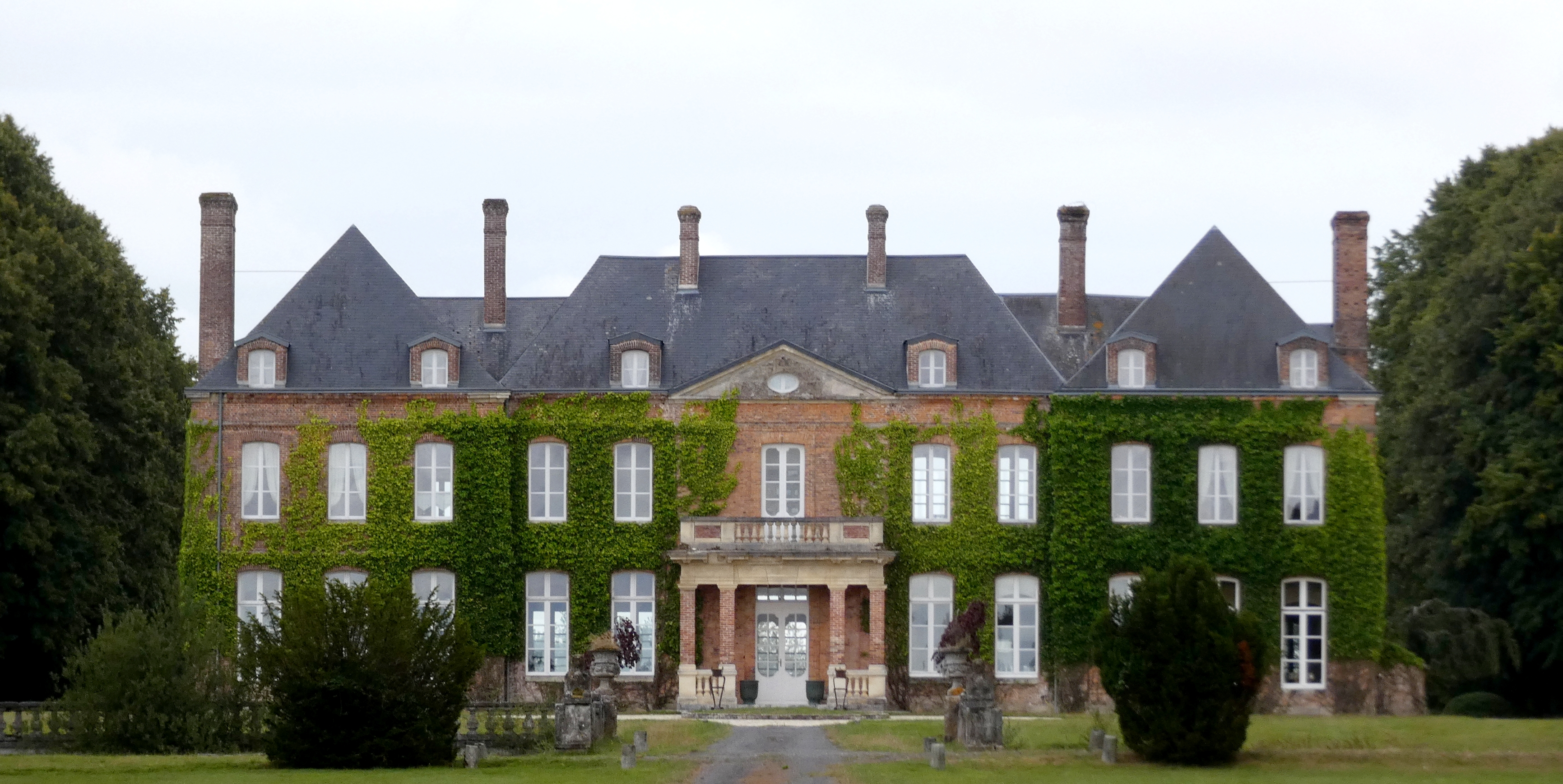
Le château de Luc Besson à La Trinité-des-Laitiers

### Musique
Albums de Éric Serra
Le Cinquième Élément
(1997) L'Art (délicat) de la séduction
(2001)
La musique du film est composée par Éric Serra, qui signe ici sa 8e collaboration avec Luc Besson, après L'Avant-dernier (1981), Le Dernier Combat (1983), Subway (1985), Le Grand Bleu (1988), Nikita (1990), Atlantis (1991), Léon (1994) et Le Cinquième Élément (1997). La plupart des titres sont interprétés par l'Orchestre symphonique de Londres et Metro Voices.
| 1.  | Talk to Him                                                |                                 | 2:31 |
| 2.  | A Sword in a Field                                         |                                 | 0:49 |
| 3.  | Joan and the Wolves                                        |                                 | 1:17 |
| 4.  | Burying Our Children                                       |                                 | 1:31 |
| 5.  | No Amen                                                    |                                 | 1:54 |
| 6.  | At One With You                                            |                                 | 1:11 |
| 7.  | Chinon                                                     |                                 | 1:06 |
| 8.  | Yolande                                                    |                                 | 1:39 |
| 9.  | The Messenger of God                                       |                                 | 2:45 |
| 10. | Find Him                                                   |                                 | 1:21 |
| 11. | Secrets of a Strange Wind                                  |                                 | 4:53 |
| 12. | To the King of England                                     |                                 | 1:34 |
| 13. | Sent By God                                                |                                 | 0:59 |
| 14. | Procession to Orleans                                      |                                 | 1:32 |
| 15. | Recrossing the River                                       |                                 | 2:16 |
| 16. | The Tourelles                                              |                                 | 4:12 |
| 17. | La Hire's Lucky Charm                                      |                                 | 1:51 |
| 18. | To Arms                                                    |                                 | 5:59 |
| 19. | Armaturam Dei                                              |                                 | 3:19 |
| 20. | The Miracle of Orleans                                     |                                 | 2:00 |
| 21. | Rex Coronatur                                              |                                 | 2:50 |
| 22. | Trial                                                      | Sébastien Cortella & Éric Serra | 3:37 |
| 23. | Anger and Confession                                       |                                 | 2:05 |
| 24. | Answer Me                                                  |                                 | 1:15 |
| 25. | The Repentance                                             |                                 | 2:51 |
| 26. | Angelus in Medio Igneous                                   |                                 | 2:16 |
| 27. | My Heart Calling (interprété par Éric Serra featuring Noa) |                                 | 4:23 |

## Accueil

### Accueil critique
En France, le film totalise une note moyenne 3,7/5 pour 15 critiques de presse recensées. Côté critique positive, Gwen Douguet écrit dans Le Figaroscope que Luc Besson « s'est amusé à jouer avec l'Histoire, sans trop la brusquer, l'a filmée avec un regard affûté, avec perspicacité, souvent maestria. Gonflé Luc ! Talentueux aussi ». La critique du Parisien souligne la « beauté fascinante de Milla Jovovich » en précisant que « la Jeanne d'Arc de Luc Besson ne manque ni de vérité, ni d'aplomb, ni de modernité ». Didier Péron de Libération pense que c'est un « film étrangement perspicace sur le désir déçu dans son excès ». Dans Première, Jean-Yves Katelan trouve que « Besson paraît ici plus mûr », alors que L'Obs souligne une « mise en scène énergique ».
Du côté des critiques françaises négatives, on retrouve celle du site Chronic'art, dans laquelle on peut notamment lire « Même s'il tente de pomper Braveheart de Mel Gibson, Besson ne fait rien d'autre que du Disney ». Sur Fluctuat.net, Jonathan Lecarpentier pense que Luc Besson « est passé complètement à côté de son sujet qui semblait pourtant (au vu de la dernière partie) prometteur ». Selon Le Figaro, le film met en scène « une Jeanne excitée, narcissique (Milla Jovovich), des créatures de l’au-delà sorties d’une mauvaise BD fantastique, des acteurs grotesques (palme de la stupidité pour Malkovich en Charles VII), une esthétique de jeu vidéo. Toujours dans l’artificiel, le film est un contresens absolu. Et un film de Luc Besson indigeste. » Dans Télérama, on peut notamment lire « Luc Besson a bien le droit de filmer Jeanne telle qu’il la voit. Le seul problème, mais de taille, c’est que sa vision est opaque. Et un peu simplette, quand elle s’éclaircit. En gros, c’est une hystérique. »

### Box-office
| Pays ou région    | Box-office        | Date d'arrêt du box-office | Nombre de semaines |
| ----------------- | ----------------- | -------------------------- | ------------------ |
| États-Unis Canada | 14 276 317 $      | 16 décembre 1999           | 5                  |
| reste du monde    | 52 700 000 $      |                            |                    |
| France            | 2 991 860 entrées | 29 décembre 1999           | 10                 |
| Total mondial     | 66 976 317 $      | -                          | -                  |

## Distinctions
Source : Internet Movie Database

### Récompenses
- César 2000 : meilleurs costumes pour Catherine Leterrier et meilleur son pour Vincent Tulli, François Groult et Bruno Tarrière
- Lumières 2000 : meilleur film et meilleur réalisateur pour Luc Besson
- Motion Picture Sound Editors 2000 : Golden Reel Award du meilleur montage son d'un film étranger

### Nominations
- Golden Trailer Awards 1999 : bande annonce la plus originale
- César 2000 : meilleur film, meilleure photographie pour Thierry Arbogast, meilleur réalisateur pour Luc Besson, meilleur montage pour Sylvie Landra, meilleure musique pour Éric Serra et meilleurs décors pour Hugues Tissandier
- Las Vegas Film Critics Society 2000 : meilleurs décors pour Hugues Tissandier et meilleurs costumes pour Catherine Leterrier
- Razzie Awards 2000 : pire actrice pour Milla Jovovich